# Phùng Hồ Hải
Phùng Hồ Hải (sinh năm 1970) là một nhà Toán học nghiên cứu về lý thuyết nhóm. Ông là Viện trưởng Viện Toán học Việt Nam, trực thuộc Viện Hàn lâm Khoa học và Công nghệ Việt Nam từ năm 2017 đến 2022 và là Tổng thư ký Hội Toán học Việt Nam từ năm 2013 đến 2018. Ông là giáo sư trẻ nhất được công nhận năm 2012.

## Sự nghiệp
Phùng Hồ Hải sinh năm 1970, ông từng học Khối chuyên Toán thuộc Khoa Toán - Cơ - Tin học, Trường Đại học Tổng hợp Hà Nội (cũ), nay là Trường Trung học Phổ thông chuyên Khoa học Tự nhiên thuộc Trường Đại học Khoa học Tự nhiên, Đại học Quốc gia Hà Nội, ông tốt nghiệp Đại học Tổng hợp Lomonosov Mátxcơva ở Nga năm 1992.
Năm 1996, ông bảo vệ luận văn Tiến sĩ tại Đại học Tổng hợp Ludwig Maximilian Munich ở Đức với đề tài "Über Quantengruppen und Koquasitiranguläre Hopf-Algebren in Verzopften Kategorien".
Năm 2005, ông bảo vệ luận văn Tiến sĩ khoa học tại Đại học Duisburg-Essen ở Đức. Ông nhận giải Baedeker dành cho luận án Tiến sĩ khoa học xuất sắc nhất năm 2005 của Đại học Essen.
Trong khoảng 2003-2008, ông nhận Heisenberg fellowship và giải thưởng Von-Kaven của Quỹ Nghiên cứu khoa học Đức (DFG).
Ông được phong hàm phó giáo sư năm 2006 và hàm Giáo sư năm 2012.
Ông là Viện trưởng Viện Toán học Việt Nam (2017-2022), Tổng thư ký Hội Toán học Việt Nam (2013-2018) và Phó Tổng biên tập tạp chí Acta Mathematica Vietnamica (2008-2020).

### Nghiên cứu khoa học
Ông nghiên cứu về "cấu trúc và biểu diễn của các nhóm ma trận lượng tử", "đối ngẫu Tannaka-Krein cho các phạm trù monoid" và "Ứng dụng của đối ngẫu Tannaka vào việc nghiên cứu nhóm cơ bản". Tính đến 2018 ông đã công bố hơn 30 bài báo khoa học trên các tạp chí toán học quốc tế.
Giảng dạy
Ông chủ yếu dành thời gian giảng dạy tại Viện Toán học và nhiều trường đại học khác tại Việt Nam. Ông cũng từng giảng dạy tại đại học Essen (Đức) trong khoảng 2003-2008.

### Gia đình
Cả bố và mẹ ông đều là những nhà khoa học. Bố ông là GS Phùng Hồ - một nhà vật lý bán dẫn, nguyên giảng viên Trường Đại học Bách Khoa HN. Mẹ là PGS.TSKH Kiều Thị Xin, nguyên là CBGD Khoa Khí tượng, Thủy văn và Hải dương học, trường ĐH Khoa học tự nhiên, ĐHQGHN
Ông có một khoảng thời gian 5 năm (2003-2008) đưa cả gia đình sang Đức nhưng rồi lại trở về Việt Nam vì không muốn con mình thành người Đức.

## Đánh giá
- "Từng tham gia giảng dạy tại Đại học Duisburg-Essen trong thời gian 2006-2008, cùng với học bổng Heisenberg của Quỹ DFG, ông Hải có thể có cơ hội được phong Giáo sư bên Đức, nhưng ông đã quyết định về nước để sống, làm việc và cống hiến cho khoa học Việt Nam."_Viện Hàn lâm Khoa học và Công nghệ Việt Nam.

## Câu nói
- "Việc được công nhận đạt tiêu chuẩn chức danh GS khiến tôi phải cố gắng hơn nữa trong nghiên cứu khoa học... Ở vị trí của một giáo sư, tôi hiểu trách nhiệm của mình không chỉ dừng lại ở việc thực hiện những nghiên cứu khoa học cho riêng mình, mà còn là việc hỗ trợ lớp trẻ, đào tạo kế cận, bổ sung cho cộng đồng Toán học Việt Nam...".
- "Tôi về (Việt Nam), để được thấy mình sống thoải mái hơn, tự tin hơn, và có ích hơn. Đặc biệt, tôi được sống trong cảm giác thấy mình rất tự do, tự do theo cái nghĩa tự mình làm chủ chính cuộc đời mình".
- "Toán học Việt Nam tồn tại được cho đến giờ là nhờ các nhà toán học thời trước được đi nước ngoài. Không có sự giúp đỡ của giới toán học nước ngoài thì chắc chắn đa số đã bỏ nghề vì không thể sống nổi".

## Giải thưởng
- Huy chương đồng Olympic toán năm 1986[3].
- Giải thưởng Viện Toán học năm 2003.
- Giải Baedeker dành cho luận án Tiến sĩ/Tiến sĩ khoa học xuất sắc nhất năm 2005 của Trường Đại học Duisburg-Essen
- Giải thưởng Von-Kaven của Quỹ DFG (Đức) năm 2006
- Học bổng Heisenberg từ năm 2005-2010
- Thành viên trẻ của Viện Hàn lâm Khoa học Thế giới thứ 3 (TWAS) nhiệm kỳ 2009-2014[3].